# Maja von Arx
Maja von Arx (* 19. Februar 1926 in Aarau; † 18. Februar 2003 ebenda) war eine Schweizer Grafikerin, Buchillustratorin und Zeichenlehrerin. Ihre Bürgerorte waren Basel und Stüsslingen.

## Leben und Werk
Maja von Arx wurde im Februar 1926 in Aarau als zweite Tochter des Dramatikers Cäsar von Arx und seiner Ehefrau Gertrud «Trudi» Haefelin geboren. Gemeinsam mit ihrer älteren Schwester Verena (* 1925) wuchs sie in Niedererlinsbach auf und besuchte die Schule in Brienz.
An der Kunstgewerbeschule Basel absolvierte sie eine Ausbildung zur Grafikerin und vervollständigte danach ihre Ausbildung an der Kunstgewerbeschule in Bern. In den Jahren 1948/1949 erhielt sie ein «Eidgenössisches Stipendium für angewandte Kunst». Mit ihrer Freundin, der Keramikerin Verena Müller, verbrachte sie einen Studienaufenthalt in Paris, wo sie an der École des Beaux-Arts Unterricht nahm. Anschliessend errichtete sie in ihrem Elternhaus eine Künstlergemeinschaft mit Verena Müller.
Als sie 23 Jahre alt war, starb am 14. Juli 1949 ihre Mutter nach schwerer Krankheit, und ihr Vater nahm sich aus Kummer darüber am selben Tag das Leben.
Bis 1970 war von Arx freischaffend als Buchillustratorin tätig. Von 1968 bis 1988 arbeitete sie in Teilzeit als Zeichenlehrerin an der Bezirksschule in Hägendorf sowie an den Gewerbeschulen Olten und Aarau.
Im Jahr 1998 errichtete sie zum Gedenken und zur Sicherung des literarischen Nachlasses ihres Vaters die «Cäsar-von-Arx-Stiftung», deren Vorstand sie bis zu ihrem Tod angehörte. Der Stiftungszweck umfasst auch die Erhaltung des Cäsar-von-Arx-Hauses in seinem bisherigen Erscheinungsbild, insbesondere des sogenannten «Studierzimmers». Die Künstlerin bewohnte selbst bis 2003 das Haus, in dem ihr Vater gelebt und gearbeitet hatte.
Maja von Arx starb am 18. Februar 2003, einen Tag vor Vollendung ihres 77. Lebensjahres, in ihrer Geburtsstadt Aarau.

## Werk
Maja von Arx arbeitete mit verschiedenen grafischen Techniken, sie fertigte auch Federzeichnungen und Holzschnitte. Sie schuf Textillustrationen für zahlreiche Kinder- und Jugendbücher, die in Schweizer und deutschen Verlagen erschienen (Artemis, Büchergilde Gutenberg, Sauerländer), darunter Werke von Olga Meyer, Vreni Pfister und Mark Twain. Zu einer 1946 veröffentlichten Märchensammlung von Wilhelm Hauff trug sie 121 Zeichnungen bei. Sie illustrierte ausser einigen dramatischen Werken ihres Vaters auch Festschriften anlässlich von Jubiläen sowie andere Sachveröffentlichungen.
Mit ihren Zeichnungen dokumentierte sie auch das Interieur ihres Elternhauses, insbesondere das «Studierzimmer» genannte Arbeitszimmer ihres berühmten Vaters.
Im alten Schulhaus ihrer Heimatgemeinde Niedererlinsbach wurden 1999 anlässlich des 50. Todestages von Cäsar von Arx in einer Gemeinschaftsausstellung Werke von Vater und Tochter gezeigt.

## Trivia
Der Schriftsteller Franco Supino rekonstruierte in seinem Roman Das andere Leben, der 2008 im Zürcher Rotpunktverlag erschien, die letzten Wochen im Leben von Cäsar von Arx. In diesem Werk kommt auch Maja von Arx als «Tochter» vor, aus deren Sicht die meisten Passagen erzählt sind.

## Werke (Auswahl)
eigene Publikationen
- Kunstmappe Maja von Arx, Genossenschaftsdruckerei, Olten 1967.
- Kunstmappe Zum Thema «Das Kind» gedacht als scheuer Beitrag zum internationalen Tag des Kindes. Sisyphos, Neuendorf 1979. 1 Blatt Text (Erzählung Ein Kind von Otto Feier), 2 Blätter Holzschnitte (Maja von Arx), 1 Blatt Lithografie (Peter Thalmann).

Illustrationen
- Wilhelm Hauff: Die Märchen Wilhelm Hauffs. Mit 121 Zeichnungen von Maja von Arx. Artemis, Zürich 1946.
- Mark Twain: Prinz und Bettelknabe. [Dt. Übertr. von Anita Hüttenmoser. Zeichn. von Maja von Arx]. Artemis, Zürich 1948.
- Edmondo de Amicis: Herz. Erzählung. Artemis, Zürich 1948.
- Vreni Pfister: Florian und Sibylle. Ein tapferer Bub findet sich zurecht. Textzeichnungen von Maja von Arx. Sauerländer, Aarau 1952.
- Olga Meyer: Heimliche Sehnsucht. Eine Wegstrecke mit Magdalena Amalia Lüssi. Ill. von Maja von Arx. Sauerländer, Frankfurt am Main 1958.
- Olga Meyer: Gesprengte Fesseln. Ill. von Maja von Arx. Sauerländer, Frankfurt am Main 1962.
- Sommerbuch. Lesebuch für die 2. Klasse der Primarschule. Kantonaler Lehrmittelverlag, Solothurn 1970.
- Martin Müller: Beim Barte des Propheten. Artemis, Zürich 1983, ISBN 3-7608-0616-3.

## Ausstellungen
Einzel- und Doppelausstellungen
- 1970: Originalillustrationen zum Lesebuch Sommerbuch in der Stadtbibliothek Aarau
- 1996: «Vater und Tochter», Kantonales Kulturzentrum Palais Besenval, Solothurn
- 1999: «Vater und Tochter», Schuelhüsli (Kulturkommission Erlinsbach AG), Niedererlinsbach

Gruppenausstellungen
- 1969: «La Biennale d’Illustrations Bratislava», Maison d’Art, Bratislava
- 1997: Galerie am Bach, Obererlinsbach